# Mosty-Osiedle
Mosty-Osiedle [pronunciación en polaco: /ˈmɔstɨ ɔˈɕɛdlɛ/] es un Asentamiento ubicado en el distrito administrativo de Gmina Goleniów, dentro del Condado de Goleniów, Voivodato de Pomerania Occidental, en el norte de Polonia occidental. Se encuentra aproximadamente a 9 kilómetros al este de Goleniów y a 30 kilómetros al noreste de la capital regional Szczecin.
Antes de 1945, el área fue parte de Alemania. Para la historia de la región, véase Historia de Pomerania.